# Aeroportul Albert J. Ellis
Aeroportul Albert J. Ellis (IATA: OAJ, ICAO: KOAJ, FAA LID: OAJ) este un aeroport din Carolina de Nord, Statele Unite ale Americii ce deservește zona Jacksonville⁠(d). Aeroportul a fost tranzitat în 2019 de 327.406 pasageri.
Situat la o altitudine de 29 m, aeroportul dispune de 1 pistă.

## Infrastructură

### Piste
Aeroportul dispune de o singură pistă. Pista 05/23 are suprafața de asfalt și dimensiunile 7.100 picioare × 150 picioare. 